# Reyner Banham
Peter Reyner Banham (* 2. März 1922, Norwich (Norfolk), England; † 19. März 1988) war ein englischer Architekturkritiker. Zu seinen bekanntesten Veröffentlichungen gehören Theory and Design in the First Machine Age (1960) sowie Los Angeles: The Architecture of Four Ecologies (1971).

## Leben
Studiert hatte Banham zunächst bei Anthony Blunt am Courtauld Institute of Art, dann bei Sigfried Giedion und Nikolaus Pevsner.
Als Professor lehrte Banham an der University of London, der State University of New York (SUNY) Buffalo und in den 1980er Jahren an der University of California, Santa Cruz.

## Werke (Auswahl)
- Theory and Design in the First Machine Age. The Architectural Press, London 1960.
  - Die Revolution der Architektur. Theorie und Gestaltung im Ersten Maschinenzeitalter (= Rowohlts deutsche Enzyklopädie). Rowohlt Taschenbuch Verlag, Reinbek bei Hamburg 1964.
- Guide to Modern Architecture. The Architectural Press, London 1962, ISBN 978-0-85139-261-5.
- The New Brutalism. The Architectural Press, London 1966.
  - Brutalismus in der Architektur. Ethik oder Ästhetik? Stuttgart 1966.
- Los Angeles. The Architecture of the Four Ecologies. Harper and Row, 1971, ISBN 978-0-7139-0209-9.